# Euphyia euria
Euphyia euria là một loài bướm đêm trong họ Geometridae.